# 恋がとけちゃう
『恋がとけちゃう』（こいがとけちゃう）は、まるやま佳による日本の漫画作品、およびそれを表題作とした漫画短編集。
『なかよし』（講談社）1973年3月号付録「なかよしコミック文庫3」にて発表された。単行本は同社の講談社コミックスなかよしより全1巻。

## 書誌情報
- まるやま佳 『恋がとけちゃう』 講談社〈講談社コミックスなかよし〉、1975年6月25日第1刷発行
  - 表題作のほか、読み切り作品「くらやみでドッキリ!」が同時収録されている。